# Кряжев, Олег Владимирович
Оле́г Влади́мирович Кря́жев (9 октября 1970, Усть-Каменогорск, Казахская ССР, СССР) — советский, казахстанский хоккеист, нападающий. Мастер спорта России, мастер спорта международного класса Республики Казахстан. Тренер.

## Биография
Воспитанник усть-каменогорского хоккея, первый тренер — Олег Домрачев.
До 1994 года[уточнить] играл в родном «Торпедо» (207 матчей, 37 шайб). Затем вместе с партнерами по звену Ерланом Сагымбаевым и Павлом Каменцевым перешёл в «Авангард» и помог омскому клубу завоевать первые в истории медали — бронзу МХЛ в 1996 г. Провёл 290 матчей, забросил 77 шайб, считается звездой «Авангарда» тех лет.
Проведя шесть сезонов в составе «ястребов», играл в Новосибирске, Кемерово и Усть-Каменогорске. Заканчивал карьеру в ангарском «Ермаке» после чего остался в Ангарске в качестве старшего тренера.
В составе сборной Казахстана участвовал в Олимпийских играх в Нагано и шести чемпионатах мира.
Окончил СибГАФК по специальности «Физическая культура и спорт» (1999).

## Достижения
- Четвертьфиналист зимних Олимпийсих игр 1998 г.
- Бронзовый призёр чемпионата России (1996 г.).
- Серебряный призёр зимних Азиатских игр 2003 г.
- Чемпион Казахстана 1993, 1994, 2003 гг.